# Cephalochrysa africana
Cephalochrysa africana är en tvåvingeart som först beskrevs av Lindner 1935.  Cephalochrysa africana ingår i släktet Cephalochrysa och familjen vapenflugor. Inga underarter finns listade i Catalogue of Life.